# 野村光雄
野村 光雄（のむら みつお、1922年3月29日 - 2015年11月10日）は、日本の政治家。公明党衆議院議員（1期）。

## 概要
北海道出身。青年学校卒業。陸軍に入隊後、聖教新聞に入り、同北海道支局勤務、公明党道書記長、札幌市議会議員を務め、1967年4月の統一地方選挙北海道議会議員選挙に札幌市選挙区から立候補し当選、2期務める。1976年の第34回衆議院議員総選挙で北海道4区から公明党公認で立候補して当選、1期務めた。1979年の第35回衆議院議員総選挙、1980年の第36回衆議院議員総選挙では落選により政界を引退。
2015年11月10日、慢性呼吸不全のため死去。93歳没。